# Christian Aghroum
Pour les articles homonymes, voir Aghroum.
Christian Aghroum, né le 22 octobre 1960 au Mans (Sarthe), est un chef d’entreprise français, expert en sûreté, cybersécurité et gestion de crise, après une carrière au sein de la Police nationale. Il est expert auprès du Conseil de l’Europe.

## Biographie et carrière
Christian Aghroum est titulaire d'un DESS en gestion et politique de la sécurité de l'Université Lyon III et titulaire d'un master en cybercriminalité : droit, sécurité de l'information & informatique légale, obtenu auprès de l’université de Montpellier I. Il est diplômé de l’École nationale supérieure des inspecteurs de la Police nationale (ESIPN) (28e Promotion, 1982-1983) et de l’École nationale supérieure de la police (43e Promotion, « Jean Moulin », 1991-1993) avant d’être nommé commissaire en 1993. 
Il a mené l’essentiel de sa carrière au sein du ministère de l'Intérieur, à la préfecture de police, en direction centrale et en territoriale, majoritairement en police judiciaire.
Il commence en tant qu'inspecteur de police, à la Brigade de protection des mineurs puis au sein du 36, quai des Orfèvres à la Brigade des stups (1983-1991). Il devient commissaire de police, et est nommé chef-adjoint de la BRB à Marseille. Il est muté en Alsace et occupe alors le poste de chef de l'antenne de police judiciaire de Mulhouse. Il continue à agir ailleurs en France, en prenant la direction des antennes de police judiciaire Adour-Pyrénées (Bayonne-Pau) puis devient commissaire principal, directeur-adjoint du SRPJ de Reims. Il est par la suite promu par décret commissaire divisionnaire de police en 2006 et prend à ce titre le poste de chef de l'OCLCLTIC de 2006 à 2010. À ce titre, il a représenté la France dans toutes les instances internationales impliquées dans la lutte contre la cybercriminalité : Interpol, Europol, Commission Européenne, Conseil de l’Europe, G8
Il quitte la fonction publique d'État en 2010 pour se reconvertir dans le privé et devient jusqu’en 2015 le directeur de la sécurité (Chief Security Officer) de l'entreprise suisse SICPA.
Il décide de créer sa propre société de conseil, audit, formation, coaching tournée vers la sûreté, la cybersécurité et la gestion de crise : SoCoA Sàrl en 2015. 
C'est un expert reconnu tant dans le monde de l'entreprise qu'au sein des sphères institutionnelles, et associatives.
Il est associé à de nombreux sujets liés à la sécurité : cybersécurité,, coopération en matière de sécurité publique, cryptographie, lutte contre la pédopornographie et la pédophilie, lutte contre la fraude et les contrefaçons, les enjeux de la surveillance au profit de la sécurité ou encore le contre-terrorisme et la gestion de crise d'urgence.
Il est reconnu tant pour ses compétences, son intégrité et ses qualités de pédagogue et de coach. 
Christian Aghroum est auditeur de l'INHESJ, conférencier au sein de plusieurs grandes écoles françaises comme l'ESSEC, l'EPITA et d’universités suisses (UNIL, HEG) et de l’ISMG,,
Il a été président de l'ACPNSI de 2005 à 2010 dont il est toujours président honoraire, ainsi qu'administrateur du CDSE de 2012 à 2014. Il est membre fondateur du cercle K2 et vice-président depuis 2015 du think-tank CyAN.
Il a été membre du jury de 2e Festival international du film policier de Beaune en 2010

## Ouvrages
Christian Aghroum est l'auteur d'ouvrages en son nom ou en tant que collaborateur.

### Ouvrages de l'auteur
- La Grande Illusion du Monde Numérique, Versailles, V.A. Editions, coll. « Collection Indiscipliné », 2018  (ISBN 979-10-93240-78-7)[31]
- Je Dépasse Mon Sentiment d’Insécurité, Genève, Editions Jouvence, coll. « Mon Cahier de Poche », 2018  (ISBN 978-2-88953-090-8)[32]
- Dépasser Son Sentiment d’Insécurité, Genève, Editions Jouvence, coll. « Développement Personnel », 2018  (ISBN 978-2-88953-040-3)[33]
- Protection de L'information : pourquoi et comment sensibiliser, Christian Aghroum et Stéphane Calé (dir.), Paris, L’Harmattan, 2014  (ISBN 978-2-343-04137-7)[34]
- Les Entreprises et l’État Face aux Cybermenaces, Christian Aghroum et Olivier Hassid (dir.), Paris, L’Harmattan, 2013  (ISBN 978-2-343-01233-9)[35]
- Les Mots Pour Comprendre la Cybersécurité (Et Profiter Sereinement d’Internet), Paris, Lignes de Repères, coll. « Diko/Décode », 2010  (ISBN 978-2-915752-64-9)[36]

### Collaborations de l’auteur
- Cyberterrorisme et sécurité des entreprises, dans CDSE, Sécurité et Stratégie no 28 : L’entreprise à l’épreuve du terrorisme international , La Revue du CDSE, 2017  (EAN 3303334300288), p. 46-51[37]
- La cybercriminalité : Le cyberespace une valeur commune à protéger, dans INHESJ, 7e rapport annuel de l’Observatoire National de la Délinquance et des Réponses Pénales 2011 (ONDRP) de l’Institut National des Hautes Études de Sécurité et Justice, Rapport d’Activité, CNRS Editions, 2011, p. 775-904[38]